# Уйоара-де-Жос
Уйоара-де-Жос (рум. Uioara de Jos) — село у повіті Алба в Румунії. Адміністративно підпорядковане місту Окна-Муреш.
Село розташоване на відстані 278 км на північний захід від Бухареста, 38 км на північний схід від Алба-Юлії, 48 км на південь від Клуж-Напоки.

## Населення
За даними перепису населення 2002 року у селі проживали 1279 осіб.
Національний склад населення села:
| Національність | Кількість осіб | Відсоток |
| -------------- | -------------- | -------- |
| румуни         | 1096           | 85,7%    |
| цигани         | 151            | 11,8%    |
| угорці         | 31             | 2,4%     |

Рідною мовою назвали:
| Мова      | Кількість осіб | Відсоток |
| --------- | -------------- | -------- |
| румунська | 1144           | 89,4%    |
| циганська | 106            | 8,3%     |
| угорська  | 28             | 2,2%     |